# 八角楼乡
八角楼乡，是中华人民共和国四川省甘孜藏族自治州雅江县下辖的一个乡镇级行政单位。

## 行政区划
八角楼乡下辖以下地区：
八角楼村、日基村、木泽西村、维地村、王呷村、扎日村、同达村、卧龙寺村、帕母林村、卡仁布村、王呷一村和更觉村。

## 交通
- 318国道过境